# Ivan, Boris et moi
Clip vidéo
[vidéo] « Ivan, Boris et moi (ORTF, 1967) », sur YouTube
Ivan, Boris et moi est une chanson de Marie Laforêt, initialement parue en 1967 sur l'EP Marie Laforêt vol. XIV (aussi appelé Ivan, Boris et moi).

## Développement et composition
La chanson a été écrite par Emil Stern et Eddy Marnay.

## Liste des pistes
EP 7" 45 tours Marie Laforêt vol. XIV (1967, Festival FX 1545)
A1. Ivan, Boris et moi
A2. Je ne peux rien promettre
B1. Pour celui qui viendra
B2. Tom

## Classements
Ivan, Boris et moi / Tom,
| Classement (1967)                       | Meilleure position |
| --------------------------------------- | ------------------ |
| France (IFOP)                           | 13                 |
| Belgique (Wallonie Ultratop 50 Singles) | 15                 |

## Reprises
Il existe deux versions russes de cette chanson, « Tri plus pyat » (russe : Три плюс пять, litt. « Trois plus cinq ») adaptée par Léonid Koukso et enregistrée par Alla Yoshpe  et « Anton, Ivan, Boris » (russe : Антон, Иван, Борис) enregistrée par Edita Piekha.